# Constantin Frățilă
Constantin Frățilă (* 1. Oktober 1942 in Bukarest; †  21. Oktober 2016) war ein rumänischer Fußballspieler und -trainer. Der Stürmer bestritt insgesamt 221 Spiele in der höchsten rumänischen Fußballliga, der Divizia A, und wurde Torschützenkönig der Saison 1963/64.

## Karriere als Spieler

### Verein

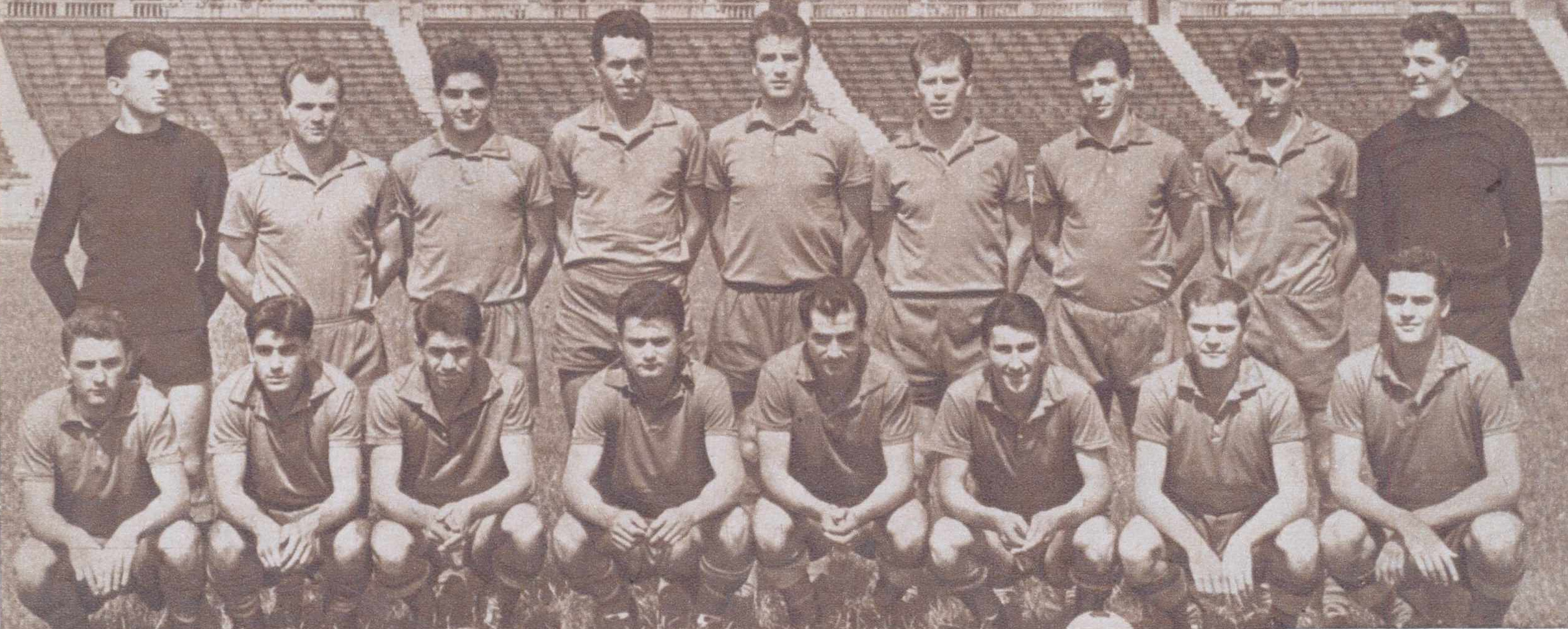
Constantin Frățilă (untere Reihe dritter von Rechts) mit Dinamo Bukarest (1963)

Die Karriere von Frățilă begann in seiner Heimatstadt Bukarest bei Dinamo Bukarest, wo er in der Saison 1960/61 in den Kader der ersten Mannschaft kam. Am 16. April 1961 bekam er dort seinen ersten Einsatz in der höchsten rumänischen Spielklasse, der Divizia A (heute Liga 1). Schon in seiner ersten Spielzeit konnte er sieben Tore in sieben Spielen erzielen und sich zum Stammspieler entwickeln.
In den folgenden Jahren wurde Frățilă ein wichtiger Bestandteil der Mannschaft und mit Dinamo in den Jahren 1962, 1963, 1964 und 1965 viermal in Folge die rumänische Meisterschaft gewinnen. In der Saison 1963/64 sicherte er sich zusätzlich zusammen mit Cornel Pavlovici mit 19 Treffern die Torjägerkrone. Während der zehn Jahre bei Dinamo gewann er außerdem in den Jahren 1964 und 1968 den rumänischen Pokal.
Im Jahr 1970 verließ Frățilă die Hauptstadt und wechselte zum Ligakonkurrenten FC Argeș Pitești. Dort konnte er sich in der Saison 1971/72 seine fünfte Meisterschaft sichern. Nach zwei Jahren wechselte er zunächst zu Sportul Studențesc, schon im Sommer 1973 zog es ihn ins Ausland zu Omonia Nikosia. Seine Zeit auf Zypern krönte er mit dem Pokalsieg 1974.
Im Sommer 1974 kehrte Frățilă nach Rumänien zurück und schloss sich dem Divizia-A-Aufsteiger Chimia Râmnicu Vâlcea an. Bei Chimia kam er jedoch nicht wie erwartet zum Zuge und wechselte in der Winterpause in die Divizia C zu Sirena Bukarest, wo er im Jahr 1975 seine Karriere beendete.

### Nationalmannschaft
Constantin Frățilă bestritt sieben Spiele für die rumänische Fußballnationalmannschaft. Sein Debüt hatte er am 2. November 1966 im EM-Qualifikationsspiel gegen die Schweiz, als er mit drei Treffern seine Farben zum Sieg schoss. Auch in den folgenden Spielen baute Nationaltrainer Ilie Oană auf ihn und Frățilă zahlte das Vertrauen mit Toren zurück. Dennoch kam er nur auf sieben Einsätze, in denen er sieben Treffer erzielen konnte. Sein letztes Länderspiel war am 22. März 1967 ein Freundschaftsspiel gegen Frankreich.

## Karriere als Trainer
In der Saison 1984/85 war Frățilă Cheftrainer des FC Baia Mare in der Divizia A, musste aber am Ende der Saison mit dem Klub absteigen.

## Erfolge

### Als Spieler
Dinamo Bukarest
- Rumänischer Meister: 1962, 1963, 1964, 1965
- Rumänischer Pokalsieger: 1964, 1968
- Rumänischer Torschützenkönig: 1964

FC Argeș Pitești
- Rumänischer Meister: 1972

Omonia Nikosia
- Zyprischer Meister 1974
- Zyprischer Pokal-Sieger: 1974